# Rallye Safari 1985
Le Rallye Safari 1985 (33rd Marlboro Safari Rally), disputé du 4 au 8 avril 1985, est la cent-trente-neuvième manche du championnat du monde des rallyes (WRC) courue depuis 1973, et la quatrième manche du championnat du monde des rallyes 1985.

## Contexte avant la course

### Le championnat du monde

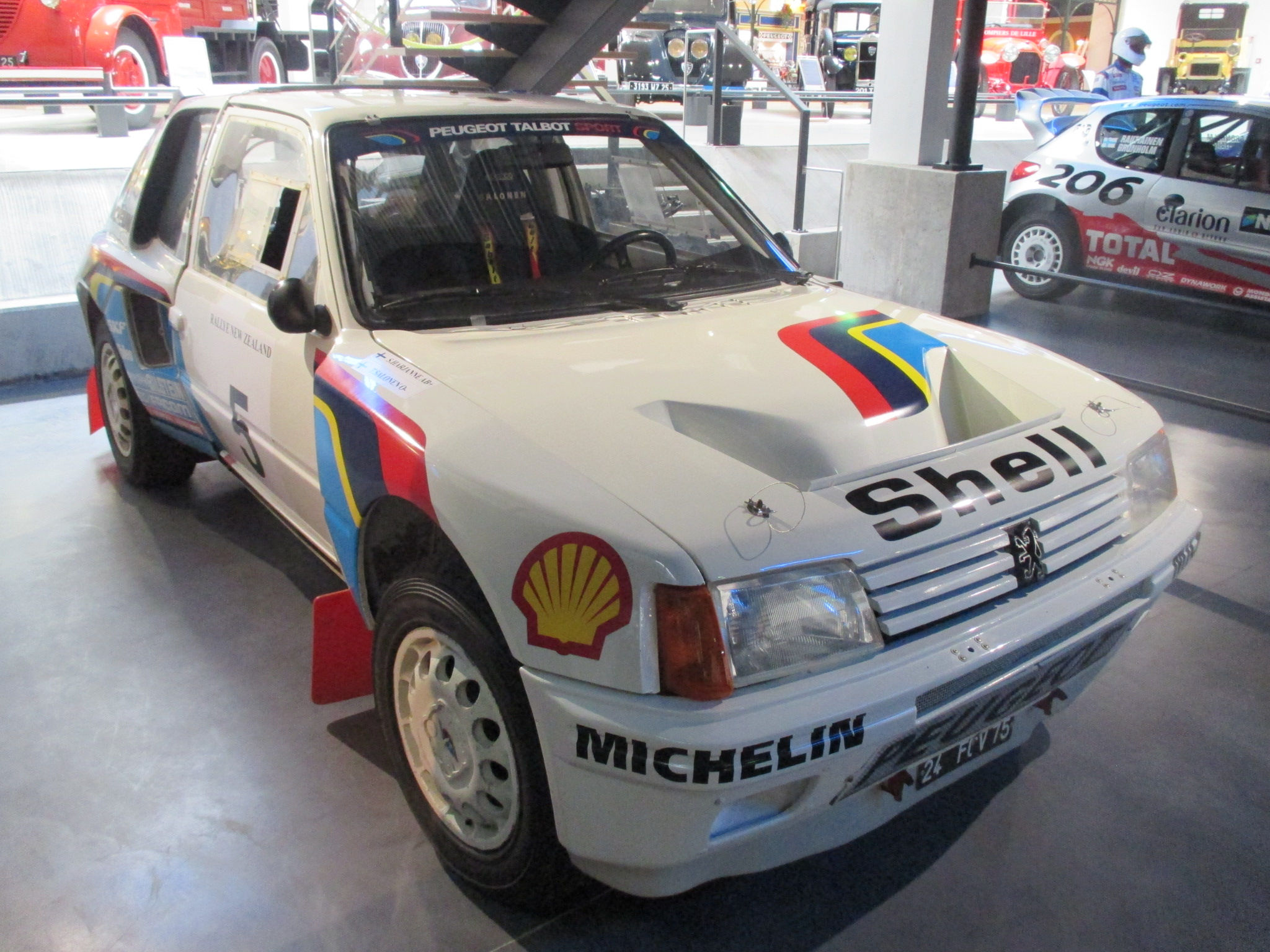
Le début de saison a été marqué par la domination des Peugeot 205 Turbo 16.

Ayant succédé en 1973 au championnat international des marques (en vigueur de 1970 à 1972), le championnat du monde des rallyes comprend généralement une douzaine manches, comprenant les plus célèbres épreuves routières internationales, telles le Rallye Monte-Carlo, le Safari ou le RAC Rally. Depuis 1979, le championnat des constructeurs a été doublé d'un championnat pilotes, ce dernier remplaçant l'éphémère Coupe des conducteurs, organisée à seulement deux reprises en 1977 et 1978. Le calendrier 1985 intègre douze manches pour l'attribution du titre de champion du monde des pilotes mais seulement onze sélectives pour le championnat des marques (le Rallye de Côte d'Ivoire en étant exclu). Les épreuves sont réservées aux catégories suivantes :
- Groupe N : voitures de grande production de série, ayant au minimum quatre places, fabriquées à au moins 5000 exemplaires en douze mois consécutifs ; modifications très limitées par rapport au modèle de série (bougies, amortisseurs).
- Groupe A : voitures de tourisme de grande production, fabriquées à au moins 5000 exemplaires en douze mois consécutifs, avec possibilité de modifications des pièces d'origine ; poids minimum fonction de la cylindrée.
- Groupe B : voitures de grand tourisme, fabriquées à au moins 200 exemplaires en douze mois consécutifs, avec possibilité de modifications des pièces d'origine (extension d'homologation portant sur 10% de la production[2]).

L'année 1985 a débuté en fanfare pour l'équipe Peugeot Talbot Sport, les trois premières manches de la saison s'étant conclues par victorieusement pour la Peugeot 205 Turbo 16, face aux Audi Quattro, championnes en titre. Vainqueur du Rallye Monte-Carlo et du Rallye de Suède, Ari Vatanen n'a pas connu la même réussite au Portugal, relayé par son coéquipier Timo Salonen sur la première marche du podium. Comptant huit points d'avance sur Audi au classement provisoire du championnat des constructeurs, Peugeot est de plus idéalement placé pour le championnat des pilotes, Salonen et Vatanen figurant aux deux premières places du classement provisoire.

### L'épreuve
C'est en 1953 que, pour commémorer la nouvelle reine Élisabeth II qui s'était rendue au Kenya peu après son couronnement, fut créé le « Coronation Safari », rallye se déroulant sur les pistes du Commonwealth africain. À l'aube de la décolonisation de la partie africaine de l'Empire britannique, au début des années 1960, l'épreuve fut rebaptisée « East African Safari ». Les parties ougandaises et tanzaniennes du parcours furent utilisées jusqu'au début des années 1970, l'itinéraire se limitant depuis lors aux seules pistes kenyanes. Traditionnellement organisé en période de Pâques, le Safari peut parfois se dérouler en période sèche lorsqu'il est couru en mars, mais plus généralement son départ coïncide avec le début de la saison des pluies, bourbiers et passages de gués jonchant alors les pistes. Quelles que soient les conditions, l'épreuve, courue sur routes ouvertes, est considérée comme l'une des plus difficiles de l'année, les aléas de la circulation et de la faune locale se greffant aux difficultés du parcours. Le classement général est établi sur la base des moyennes imposées, les équipages étant pénalisés pour tout écart sur le temps imparti. Victorieux à cinq reprises entre 1973 et 1982, Shekhar Mehta est l'un des principaux favoris de la course.

## Le parcours
- départ : 4 avril 1985 de Nairobi
- arrivée : 8 avril 1985 à Nairobi
- distance : 5 190 km

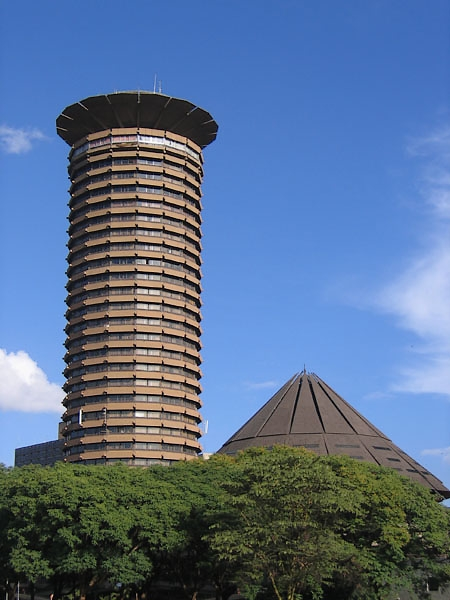
Le KICC de Nairobi, point de regroupement du Rallye Safari.

- surface : principalement terre et rocaille, rares tronçons asphaltés
- Parcours divisé en trois étapes, 99 contrôles horaires[4] (C.H.)

### Première étape
- Nairobi - Voi - Mombasa - Voi - Amboseli - Nairobi, du 4 au 5 avril
- distance : 1 647 km, 27 contrôles horaires

### Deuxième étape
- Nairobi - Kericho - Kakamega - Eldoret - Nakuru - Nairobi, du 5 au 7 avril
- distance : 1 999 km, 44 contrôles horaires

### Troisième étape
- Nairobi - Nanyuki - Meru - Nairobi, du 7 au 8 avril
- distance : 1 544 km, 28 contrôles horaires

## Les forces en présence
- Audi

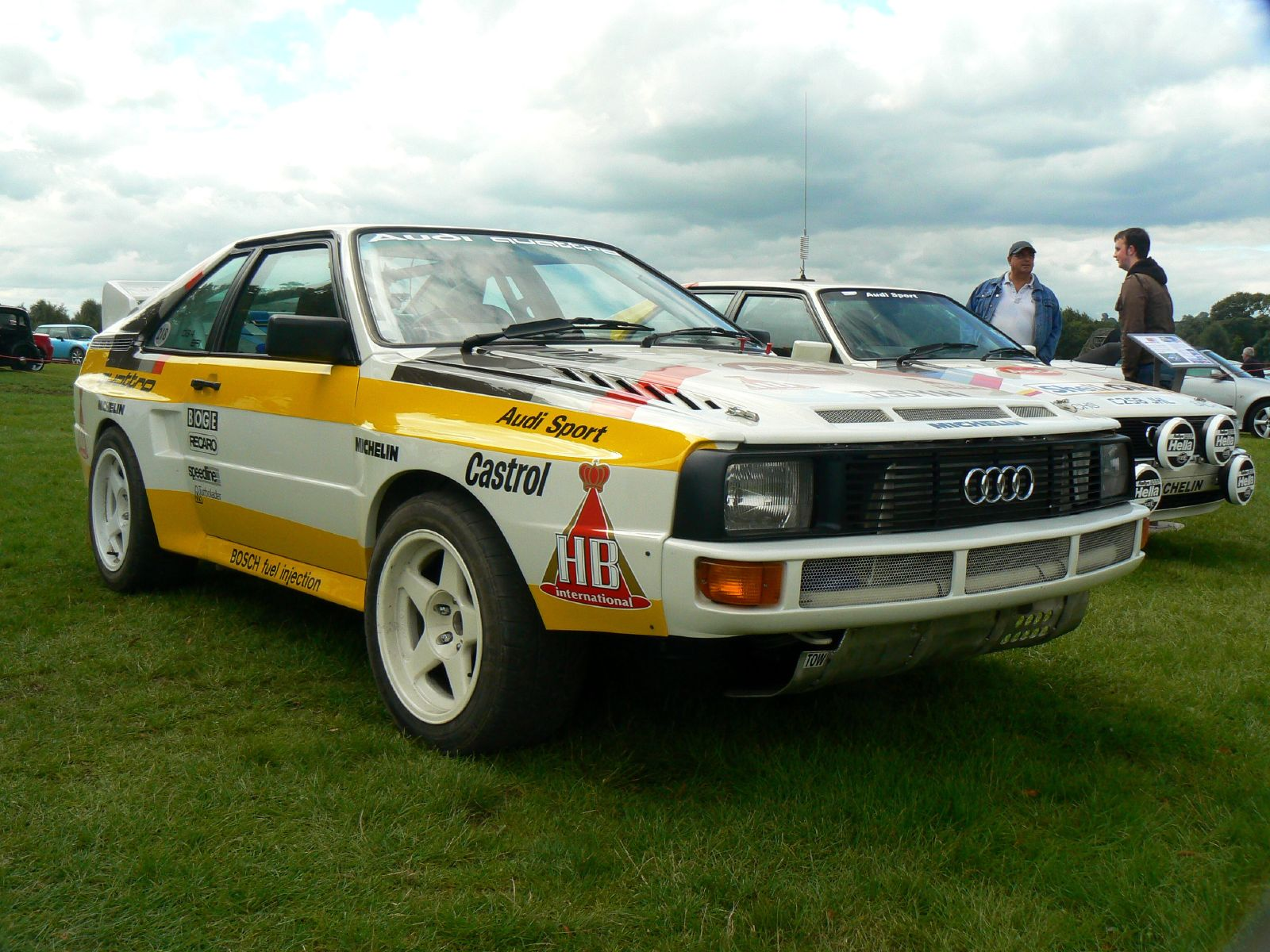
Deux Audi Sport Quattro seront au départ.

Audi Sport a engagé deux Sport Quattro groupe B, à moteur avant et transmission intégrale, pour Hannu Mikkola et Stig Blomqvist. Leur cinq cylindres de 2110 cm3 à culasse vingt soupapes est alimenté par un système d'injection électronique Bosch associé à un turbocompresseur KKK ; il développe plus de 400 chevaux. Les deux voitures sont équipées d'une nouvelle boîte de vitesses à six rapports, avec première "courte" spécialement adaptée au franchissement des gués. Elles pèsent plus de 1100 kg et utilisent des pneus Michelin.
- Peugeot

Peugeot Talbot Sport a préparé trois 205 Turbo 16 groupe B pour Ari Vatanen, Timo Salonen et Bruno Saby. Placé en position centrale arrière (une disposition originale pour une voiture à quatre roues motrices), leur moteur quatre cylindres de 1775 cm3 délivre 350 chevaux à 7200 tr/min. Mesurant seulement 3,82 m de long, elles s'avèrent beaucoup plus agiles que les Audi dont l'encombrement dépasse les quatre mètres. Spécialement renforcées pour le Safari, elles pèsent 1130 kg. Les Peugeot sont chaussées de pneus Michelin.
- Lancia

La Scuderia Lancia s'est beaucoup investie dans la préparation de l'épreuve africaine, Vic Preston ayant effectué trente mille kilomètres de reconnaissances lors des mois précédents ! Le pilote kenyan sera épaulé par Markku Alén et Attilio Bettega au volant de trois Rally 037 groupe B. En configuration piste, ces berlinettes à moteur central arrière pèsent 1040 kg. Alimenté par un système d'injection mécanique Bosch Kugelfischer couplé à un compresseur volumétrique Abarth, le quatre cylindres de 2111 cm3 délivre 330 chevaux à 8000 tr/min. Les Lancia sont équipées de pneus Pirelli.
- Nissan

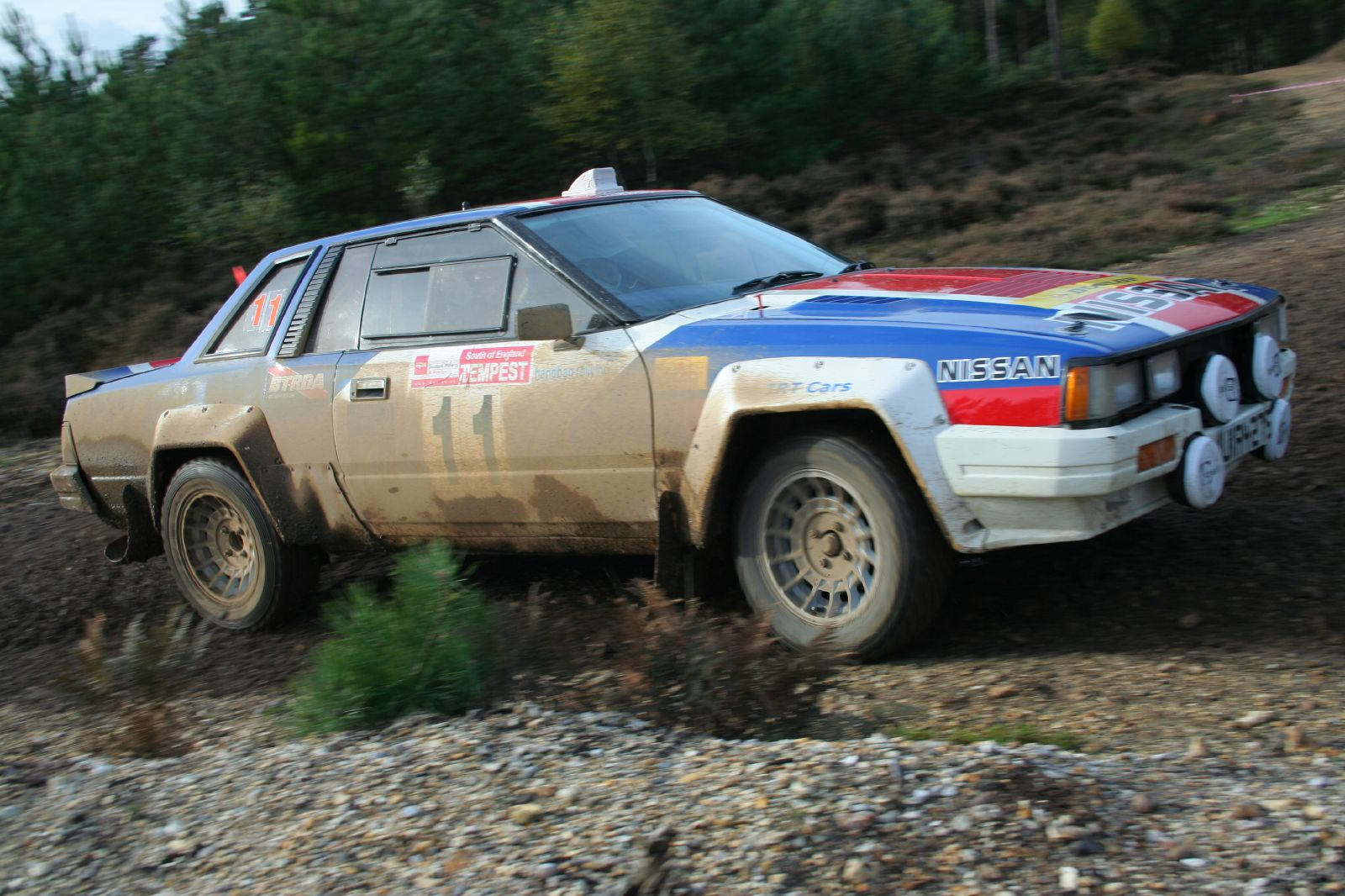
Une Nissan 240RS groupe B.

Nissan engage officiellement trois coupés 240RS groupe B à transmission classique, confiés à Shekhar Mehta, Mike Kirkland et Alain Ambrosino. Ils bénéficient de la dernière évolution du moteur, avec cylindrée portée à 2390 cm3. Alimenté par deux carburateurs double corps Solex, il développe désormais 275 chevaux à 8000 tr/min. En reconnaissance de sa victoire au Rallye de l'Himayala 1984 au volant d'un coupé de la marque, le pilote privé tanzanien Jayant Shah s'aligne sur une version antérieure de la 240 RS (2340 cm3, 260 chevaux), prêtée par l'usine. Quelques équipages indépendants prendront le départ sur des modèles identiques. Les Nissan utilisent des pneus Dunlop de fabrication japonaise.
- Opel

Le constructeur de Rüsselsheim aligne deux Opel Manta 400 groupe B pour Rauno Aaltonen et Erwin Weber. Ces coupés à transmission classique sont dotés d'un moteur quatre cylindres de 2420 cm3 développé par Cosworth d'une puissance d'environ 280 chevaux. Ils sont chaussés de pneus Michelin.
- Toyota

Le Toyota Team Europe est présent avec trois coupés Celica TCT groupe B, à transmission classique, aux mains de Björn Waldegård, Juha Kankkunen et du Kenyan David Horsey. Leur moteur quatre cylindres de 2090 cm3 est alimenté par un système d'injection électronique Nippon Denso, avec turbocompresseur KKK, donné pour 350 chevaux à 8500 tr/min. Engagé à titre privé, le pilote local Ian Duncan est au volant d'une Corolla GT groupe A. Les Toyota utilisent des pneus Pirelli.
- Subaru

Subaru engage officiellement quatre Leone RX groupe A, à transmission intégrale et moteur quatre cylindres à plat de 1800 cm3 avec turbocompresseur. Leur puissance est de 180 chevaux. Le pilote britannique Tony Fowkes sera épaulé par des équipages locaux.

## Déroulement de la course

### Première étape

#### Nairobi - Mombasa
Le départ est donné le jeudi midi, devant le centre international de conférence Kenyatta. Les pistes sont parfaitement sèches et, jusqu'aux monts Taita, le parcours ne présente aucune difficulté. Avant d'aborder les secteurs sélectifs, presque tous les favoris sont à égalité. Parmi les malchanceux, Stig Blomqvist et d'Hannu Mikkola ont tous deux perdu environ une heure et demie, les boîtes de vitesses de leurs Audi Quattro ayant cassé presque au même endroit, après seulement 180 kilomètres de course ! Blomqvist n'occupera pas longtemps les profondeurs du classement, une nouvelle rupture de boîte mettant peu après un terme à la course du champion du monde. Chez Peugeot, Timo Salonen et Bruno Saby ont quant à eux été retardés d'une vingtaine de minutes à cause de défaillances des Durit de turbo. Très à l'aise dans la partie montagneuse, les Scuderia Lancia s'installent au commandement dès le contrôle de Voi, Markku Alén devançant de peu son coéquipier Attilio Bettega. Ce dernier va cependant réussir à respecter la moyenne imposée jusqu'à l'océan indien, prenant la tête de la course et ralliant le parc fermé de Mombasa avec une minute d'avance sur Alén et sur la Peugeot 205 d'Ari Vatanen, à égalité. La troisième Lancia, aux mains du local Vic Preston, les talonne. Les écarts ne sont pas encore significatifs et les Toyota, Opel et Nissan ne sont qu'à quelques minutes des premiers.

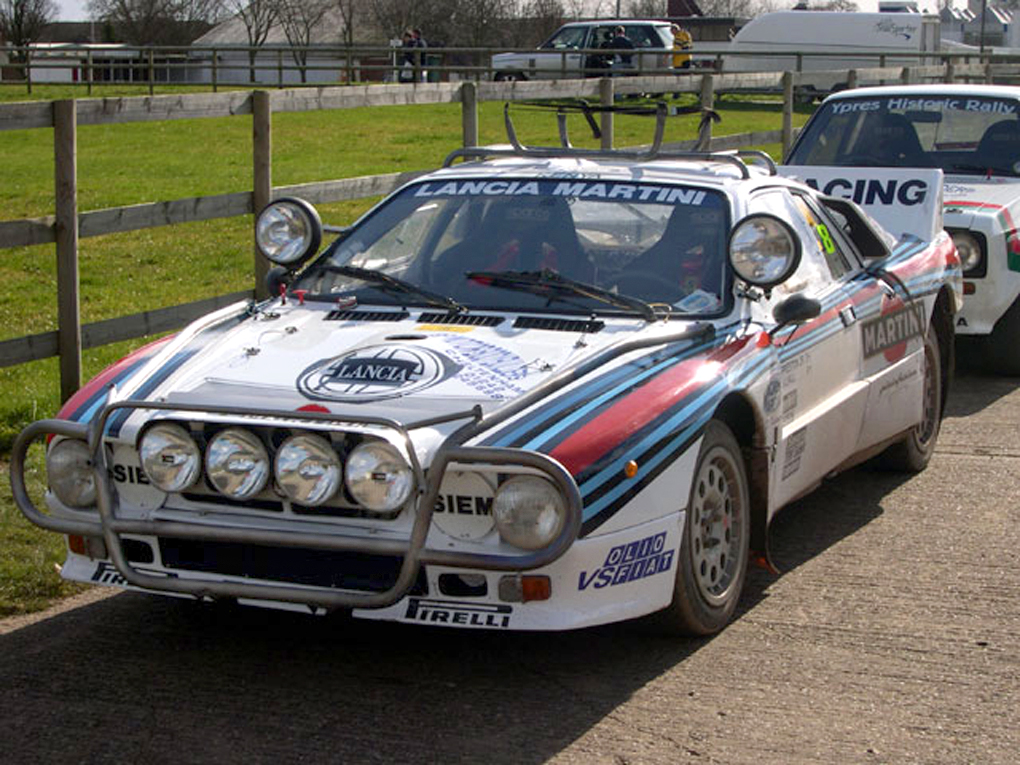
Une Lancia Rally 037 semblable à celle de Bettega, en tête du rallye au regroupement de Mombasa.

| Pos. | Pilote          | Copilote            | Voiture                     | Groupe | Pénalités | Écart   |
| ---- | --------------- | ------------------- | --------------------------- | ------ | --------- | ------- |
| 1    | Attilio Bettega | Maurizio Perissinot | Lancia Rally 037            | B      | 8 min     |         |
| 2    | Ari Vatanen     | Terry Harryman      | Peugeot 205 Turbo 16        | B      | 9 min     | + 1 min |
| 2=   | Markku Alén     | Ilkka Kivimäki      | Lancia Rally 037            | B      | 9 min     | + 1 min |
| 4    | Vic Preston Jr  | John Lyall          | Lancia Rally 037            | B      | 10 min    | + 2 min |
| 5    | Björn Waldegård | Hans Thorszelius    | Toyota Celica Twincam Turbo | B      | 11 min    | + 3 min |
| 5=   | Erwin Weber     | Gunter Wanger       | Opel Manta 400              | B      | 11 min    | + 3 min |
| 7    | Rauno Aaltonen  | Lofty Drews         | Opel Manta 400              | B      | 12 min    | + 4 min |
| 7=   | Mike Kirkland   | Anton Levitan       | Nissan 240RS                | B      | 12 min    | + 4 min |
| 9    | Shekhar Mehta   | Rob Combes          | Nissan 240RS                | B      | 13 min    | + 5 min |
| 9=   | Juha Kankkunen  | Fred Gallagher      | Toyota Celica Twincam Turbo | B      | 13 min    | + 5 min |

#### Mombasa - Amboseli
La seconde partie d'étape se déroule moins bien pour les pilotes Lancia. C'est tout d'abord Alén qui endommage sa suspension arrière dans une saignée aux alentours de Chigombero ; il tente alors de rejoindre son assistance sur trois roues, mais détruira son carter d'huile sur une pierre. Le moteur ne résiste pas et le Finlandais se résigne à l'abandon. Peu après, Preston casse son câble d'accélérateur et rétrograde de la troisième à la neuvième place. Bettega n'est pas épargné, des problèmes de pompe à essence lui faisant perdre le commandement au profit de Björn Waldegård, sur Toyota. Au regroupement d'Amboseli, le pilote suédois possède deux minutes d'avance sur l'Italien. Retardé par deux casses d'amortisseurs, Vatanen a rétrogradé au quatrième rang, derrière l'Opel d'Erwin Weber, alors que Saby vient de renoncer, châssis cassé au passage d'une crevasse abordée trop vite. Le premier pilote local est désormais Shekhar Mehta, cinquième sur sa Nissan à égalité avec la Toyota de Juha Kankkunen.

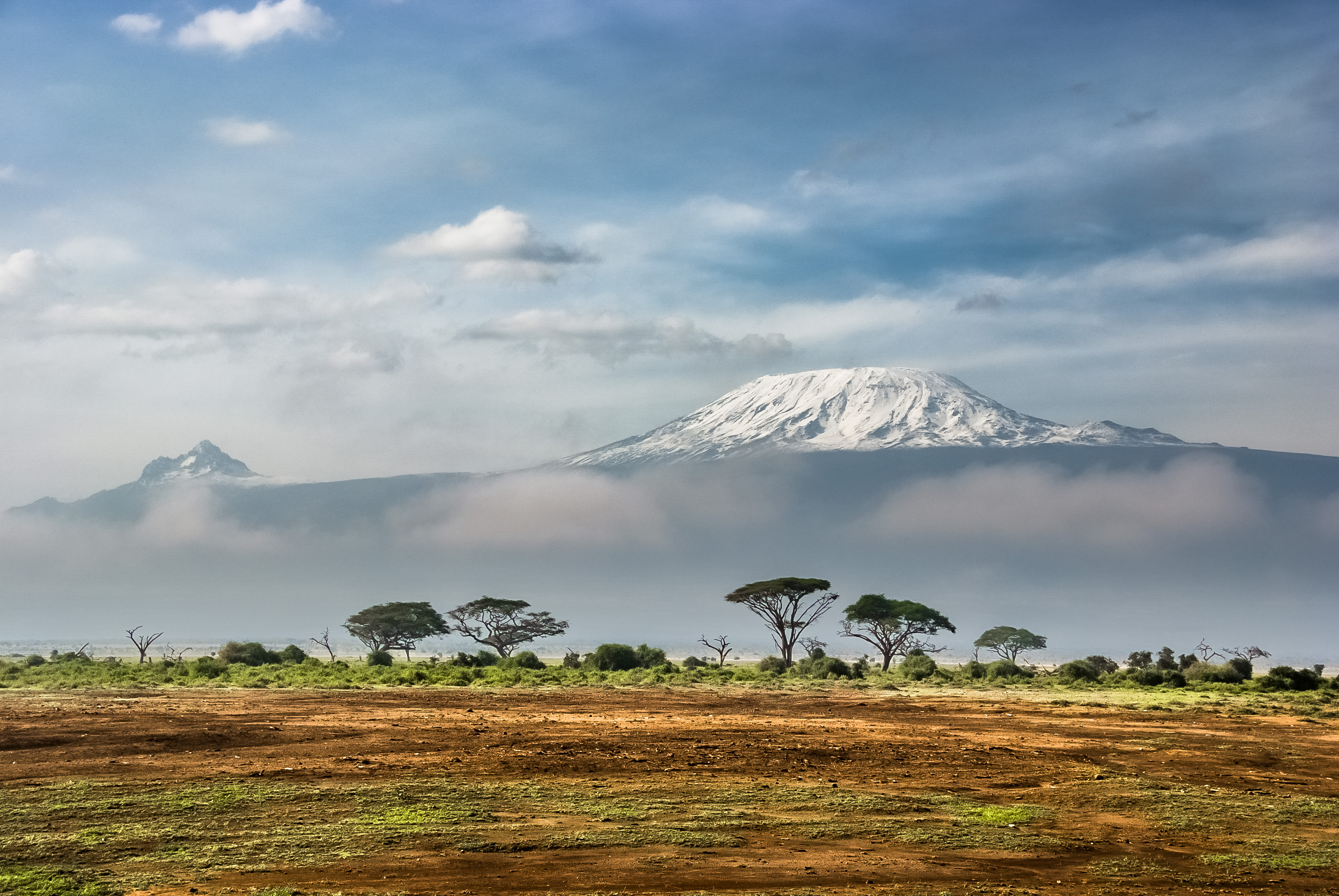
Le parc national d'Amboseli, à la frontière tanzanienne, sur le parcours de la deuxième étape. En arrière plan, le Kilimandjaro

| Pos. | Pilote          | Copilote            | Voiture                     | Groupe | Pénalités  | Écart    |
| ---- | --------------- | ------------------- | --------------------------- | ------ | ---------- | -------- |
| 1    | Björn Waldegård | Hans Thorszelius    | Toyota Celica Twincam Turbo | B      | 42 min     |          |
| 2    | Attilio Bettega | Maurizio Perissinot | Lancia Rally 037            | B      | 44 min     | + 2 min  |
| 3    | Erwin Weber     | Gunter Wanger       | Opel Manta 400              | B      | 46 min     | + 4 min  |
| 4    | Ari Vatanen     | Terry Harryman      | Peugeot 205 Turbo 16        | B      | 49 min     | + 7 min  |
| 5    | Shekhar Mehta   | Rob Combes          | Nissan 240RS                | B      | 52 min     | + 10 min |
| 5=   | Juha Kankkunen  | Fred Gallagher      | Toyota Celica Twincam Turbo | B      | 52 min     | + 10 min |
| 7    | Mike Kirkland   | Anton Levitan       | Nissan 240RS                | B      | 53 min     | + 11 min |
| 8    | Rauno Aaltonen  | Lofty Drews         | Opel Manta 400              | B      | 58 min     | + 16 min |
| 9    | Vic Preston Jr  | John Lyall          | Lancia Rally 037            | B      | 1 h 02 min | + 20 min |
| 10   | Timo Salonen    | Seppo Harjanne      | Peugeot 205 Turbo 16        | B      | 1 h 03 min | + 21 min |

#### Amboseli - Nairobi
Le retour vers Nairobi se déroulent mal pour les deux pilotes Lancia encore en course, la casse du rotor de distributeur coûtant plus d'une demi-heure à Bettega et à Preston. Vatanen perd également plusieurs places à cause un fusible de pompe à essence défectueux. Malgré quelques ennuis électriques, Waldegaard se maintient en tête et achève la première étape avec six minutes d'avance sur Weber et sept sur Mehta, alors que son coéquipier Kankkunen est remonté en quatrième position, à égalité avec la Nissan de Kirkland, juste devant l'Opel de Rauno Aaltonen. La course reste très ouverte, les six premiers étant groupés en seulement neuf minutes.
| Pos. | Pilote          | Copilote            | Voiture                     | Groupe | Pénalités  | Écart        |
| ---- | --------------- | ------------------- | --------------------------- | ------ | ---------- | ------------ |
| 1    | Björn Waldegård | Hans Thorszelius    | Toyota Celica Twincam Turbo | B      | 1 h 10 min |              |
| 2    | Erwin Weber     | Gunter Wanger       | Opel Manta 400              | B      | 1 h 16 min | + 6 min      |
| 3    | Shekhar Mehta   | Rob Combes          | Nissan 240RS                | B      | 1 h 17 min | + 7 min      |
| 4    | Mike Kirkland   | Anton Levitan       | Nissan 240RS                | B      | 1 h 18 min | + 8 min      |
| 4=   | Juha Kankkunen  | Fred Gallagher      | Toyota Celica Twincam Turbo | B      | 1 h 18 min | + 8 min      |
| 6    | Rauno Aaltonen  | Lofty Drews         | Opel Manta 400              | B      | 1 h 19 min | + 9 min      |
| 7    | Ari Vatanen     | Terry Harryman      | Peugeot 205 Turbo 16        | B      | 1 h 41 min | + 31 min     |
| 8    | Alain Ambrosino | Daniel Le Saux      | Nissan 240RS                | B      | 1 h 47 min | + 37 min     |
| 9    | Attilio Bettega | Maurizio Perissinot | Lancia Rally 037            | B      | 1 h 50 min | + 40 min     |
| 10   | Vic Preston Jr  | John Lyall          | Lancia Rally 037            | B      | 1 h 58 min | + 48 min     |
| 11   | Yosho Iwashita  | Yoshima Nakahara    | Nissan 240RS                | B      | 2 h 22 min | + 1 h 12 min |
| 12   | Timo Salonen    | Seppo Harjanne      | Peugeot 205 Turbo 16        | B      | 2 h 31 min | + 1 h 21 min |
| 13   | Yasuhiro Iwase  | Sudhir Vinayak      | Nissan 240RS                | B      | 2 h 34 min | + 1 h 24 min |
| 14   | Ashok Patel     | Dalbir Kandola      | Nissan 240RS                | B      | 3 h 18 min | + 2 h 08 min |
| 15   | Sarbi Rai       | Supee Soin          | Opel Ascona 400             | B      | 3 h 41 min | + 2 h 31 min |

### Deuxième étape

#### Nairobi - Kericho
Les équipages repartent de Nairobi le vendredi après-midi, après neuf heures de repos. Longue de près de deux mille kilomètres, la deuxième étape emmène les concurrents vers le lac Victoria. Bettega perd d'emblée toutes ses chances lorsqu'il casse la suspension avant de sa Lancia. Il repart très attardé. Waldegård a adopté un rythme soutenu, creusant progressivement l'écart sur Weber. À Kericho, la Toyota de tête compte douze minutes d'avance sur l'Opel de Weber. Mehta est toujours troisième mais a été rejoint par Kankkunen, tous deux étant maintenant talonnés par Aaltonen, alors que Kirkland a rétrogradé à la sixième place à cause de petits problèmes électriques.
| Pos. | Pilote          | Copilote         | Voiture                     | Groupe | Pénalités  | Écart        |
| ---- | --------------- | ---------------- | --------------------------- | ------ | ---------- | ------------ |
| 1    | Björn Waldegård | Hans Thorszelius | Toyota Celica Twincam Turbo | B      | 1 h 17 min |              |
| 2    | Erwin Weber     | Gunter Wanger    | Opel Manta 400              | B      | 1 h 29 min | + 12 min     |
| 3    | Shekhar Mehta   | Rob Combes       | Nissan 240RS                | B      | 1 h 34 min | + 17 min     |
| 3=   | Juha Kankkunen  | Fred Gallagher   | Toyota Celica Twincam Turbo | B      | 1 h 34 min | + 17 min     |
| 5    | Rauno Aaltonen  | Lofty Drews      | Opel Manta 400              | B      | 1 h 36 min | + 19 min     |
| 6    | Mike Kirkland   | Anton Levitan    | Nissan 240RS                | B      | 1 h 38 min | + 21 min     |
| 7    | Ari Vatanen     | Terry Harryman   | Peugeot 205 Turbo 16        | B      | 2 h 02 min | + 45 min     |
| 8    | Vic Preston Jr  | John Lyall       | Lancia Rally 037            | B      | 2 h 12 min | + 55 min     |
| 9    | Alain Ambrosino | Daniel Le Saux   | Nissan 240RS                | B      | 2 h 14 min | + 57 min     |
| 10   | Timo Salonen    | Seppo Harjanne   | Peugeot 205 Turbo 16        | B      | 2 h 56 min | + 1 h 39 min |
| 10=  | Yosho Iwashita  | Yoshima Nakahara | Nissan 240RS                | B      | 2 h 56 min | + 1 h 39 min |

#### Kericho - Kakamega
Peu après avoir quitté Kericho, Waldegård est tout d'abord ralenti par une panne d'alternateur, puis par un amortisseur arrière cassé. Il parcourt 180 kilomètres dans ces conditions avant de rejoindre son assistance. L'aile arrière droite n'a pas résisté à ce traitement et la pompe à essence a été également endommagée. Les réparations vont coûter plus d'une heure au pilote suédois, qui plonge à la huitième place. Weber hérite alors du commandement de la course, aussitôt rejoint par son coéquipier Aaltonen. Ce dernier prend finalement l'avantage et les deux Opel vont pointer en tête au regroupement de Kakamega, séparées de cinq minutes, juste devant la Toyota de Kankkunen, qui a légèrement distancé Mehta. Très rapide sur ce tronçon, Vatanen est remonté à la cinquième place et a ramené son retard à dix-sept minutes.
| Pos. | Pilote          | Copilote         | Voiture                     | Groupe | Pénalités  | Écart        |
| ---- | --------------- | ---------------- | --------------------------- | ------ | ---------- | ------------ |
| 1    | Rauno Aaltonen  | Lofty Drews      | Opel Manta 400              | B      | 2 h 17 min |              |
| 2    | Erwin Weber     | Gunter Wanger    | Opel Manta 400              | B      | 2 h 22 min | + 5 min      |
| 3    | Juha Kankkunen  | Fred Gallagher   | Toyota Celica Twincam Turbo | B      | 2 h 22 min | + 6 min      |
| 4    | Shekhar Mehta   | Rob Combes       | Nissan 240RS                | B      | 2 h 29 min | + 12 min     |
| 5    | Ari Vatanen     | Terry Harryman   | Peugeot 205 Turbo 16        | B      | 2 h 34 min | + 17 min     |
| 6    | Mike Kirkland   | Anton Levitan    | Nissan 240RS                | B      | 2 h 41 min | + 24 min     |
| 7    | Vic Preston Jr  | John Lyall       | Lancia Rally 037            | B      | 2 h 44 min | + 27 min     |
| 8    | Björn Waldegård | Hans Thorszelius | Toyota Celica Twincam Turbo | B      | 3 h 16 min | + 59 min     |
| 9    | Alain Ambrosino | Daniel Le Saux   | Nissan 240RS                | B      | 3 h 19 min | + 1 h 02 min |
| 10   | Timo Salonen    | Seppo Harjanne   | Peugeot 205 Turbo 16        | B      | 3 h 44 min | + 1 h 27 min |

#### Kakamega - Eldoret
Aucun incident notable ne survient entre Kakamega et Eldoret, les écarts entre les cinq premiers restant stables. Peu avant Kitale, Bettega, alors dixième, doit renoncer définitivement, moteur serré. Sur la dernière Lancia, son coéquipier Preston remonte progressivement et va parvenir à dépasser Kirkland pour le gain de la sixième place. Waldegård occupe toujours le huitième rang, avec près d'une heure de retard sur l'Opel d'Aaltonen.
| Pos. | Pilote          | Copilote         | Voiture                     | Groupe | Pénalités  | Écart        |
| ---- | --------------- | ---------------- | --------------------------- | ------ | ---------- | ------------ |
| 1    | Rauno Aaltonen  | Lofty Drews      | Opel Manta 400              | B      | 2 h 34 min |              |
| 2    | Erwin Weber     | Gunter Wanger    | Opel Manta 400              | B      | 2 h 39 min | + 5 min      |
| 3    | Juha Kankkunen  | Fred Gallagher   | Toyota Celica Twincam Turbo | B      | 2 h 44 min | + 10 min     |
| 4    | Shekhar Mehta   | Rob Combes       | Nissan 240RS                | B      | 2 h 47 min | + 13 min     |
| 5    | Ari Vatanen     | Terry Harryman   | Peugeot 205 Turbo 16        | B      | 2 h 50 min | + 16 min     |
| 6    | Vic Preston Jr  | John Lyall       | Lancia Rally 037            | B      | 3 h 01 min | + 27 min     |
| 7    | Mike Kirkland   | Anton Levitan    | Nissan 240RS                | B      | 3 h 04 min | + 30 min     |
| 8    | Björn Waldegård | Hans Thorszelius | Toyota Celica Twincam Turbo | B      | 3 h 31 min | + 57 min     |
| 9    | Alain Ambrosino | Daniel Le Saux   | Nissan 240RS                | B      | 4 h 06 min | + 1 h 32 min |
| 10   | Timo Salonen    | Seppo Harjanne   | Peugeot 205 Turbo 16        | B      | 4 h 31 min | + 1 h 57 min |

#### Eldoret - Nakuru
Alors qu'il réduisait son retard er était en passe de revenir troisième position, Vatanen casse un disque de frein entre Eldoret et Nakuru, perdant plus de cinq minutes. Derrière les deux Opel d'Aaltonen et Weber, qui continuent à dominer la course, Kankkunen conserve finalement la troisième place, à égalité toutefois avec Mehta qui lui a repris trois minutes sur ce tronçon.

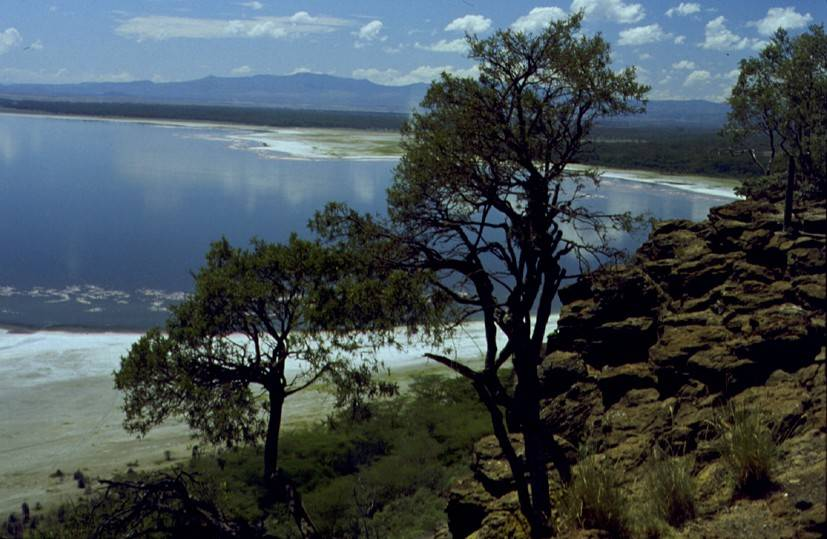
Le lac Nakuru, sur le parcours de la deuxième étape.

| Pos. | Pilote          | Copilote         | Voiture                     | Groupe | Pénalités  | Écart        |
| ---- | --------------- | ---------------- | --------------------------- | ------ | ---------- | ------------ |
| 1    | Rauno Aaltonen  | Lofty Drews      | Opel Manta 400              | B      | 2 h 53 min |              |
| 2    | Erwin Weber     | Gunter Wanger    | Opel Manta 400              | B      | 2 h 57 min | + 4 min      |
| 3    | Shekhar Mehta   | Rob Combes       | Nissan 240RS                | B      | 3 h 05 min | + 12 min     |
| 3=   | Juha Kankkunen  | Fred Gallagher   | Toyota Celica Twincam Turbo | B      | 3 h 05 min | + 12 min     |
| 5    | Ari Vatanen     | Terry Harryman   | Peugeot 205 Turbo 16        | B      | 3 h 09 min | + 16 min     |
| 6    | Vic Preston Jr  | John Lyall       | Lancia Rally 037            | B      | 3 h 19 min | + 26 min     |
| 7    | Mike Kirkland   | Anton Levitan    | Nissan 240RS                | B      | 3 h 25 min | + 32 min     |
| 8    | Björn Waldegård | Hans Thorszelius | Toyota Celica Twincam Turbo | B      | 3 h 58 min | + 1 h 05 min |
| 9    | Alain Ambrosino | Daniel Le Saux   | Nissan 240RS                | B      | 4 h 31 min | + 1 h 38 min |
| 10   | Timo Salonen    | Seppo Harjanne   | Peugeot 205 Turbo 16        | B      | 5 h 54 min | + 3 h 01 min |

#### Nakuru - Nairobi
De fortes pluies s'abattent sur la piste au sud de Nakuru. Mehta se fait surprendre et sort brutalement de la route. L'équipage est indemne mais la Nissan est très endommagée et le mieux placé des pilotes locaux doit renoncer. Dans le même secteur, la fixation du radiateur de refroidissement de la 205 de Vatanen se rompt. Une fuite d'eau s'ensuit, le moteur surchauffe et le joint de culasse finit par céder, entraînant l'abandon du champion finlandais. Kirkland récupère momentanément la quatrième place avant de perdre une demi-heure à cause de problèmes de boîte de vitesses. Ayant évité tous les pièges, Aaltonen et Weber achèvent l'étape aux deux premiers rangs, huit minutes les séparant. Troisième, Kankkunen reste toutefois menaçant, seulement treize minutes le séparant de la voiture de tête. Il devance son coéquipier Waldegård, au coude à coude Kirkland. D'abord retardé par la casse de goujons de roue, Preston a été victime d'une panne de distributeur et a dû abandonner à seulement quelques kilomètres de Nairobi.

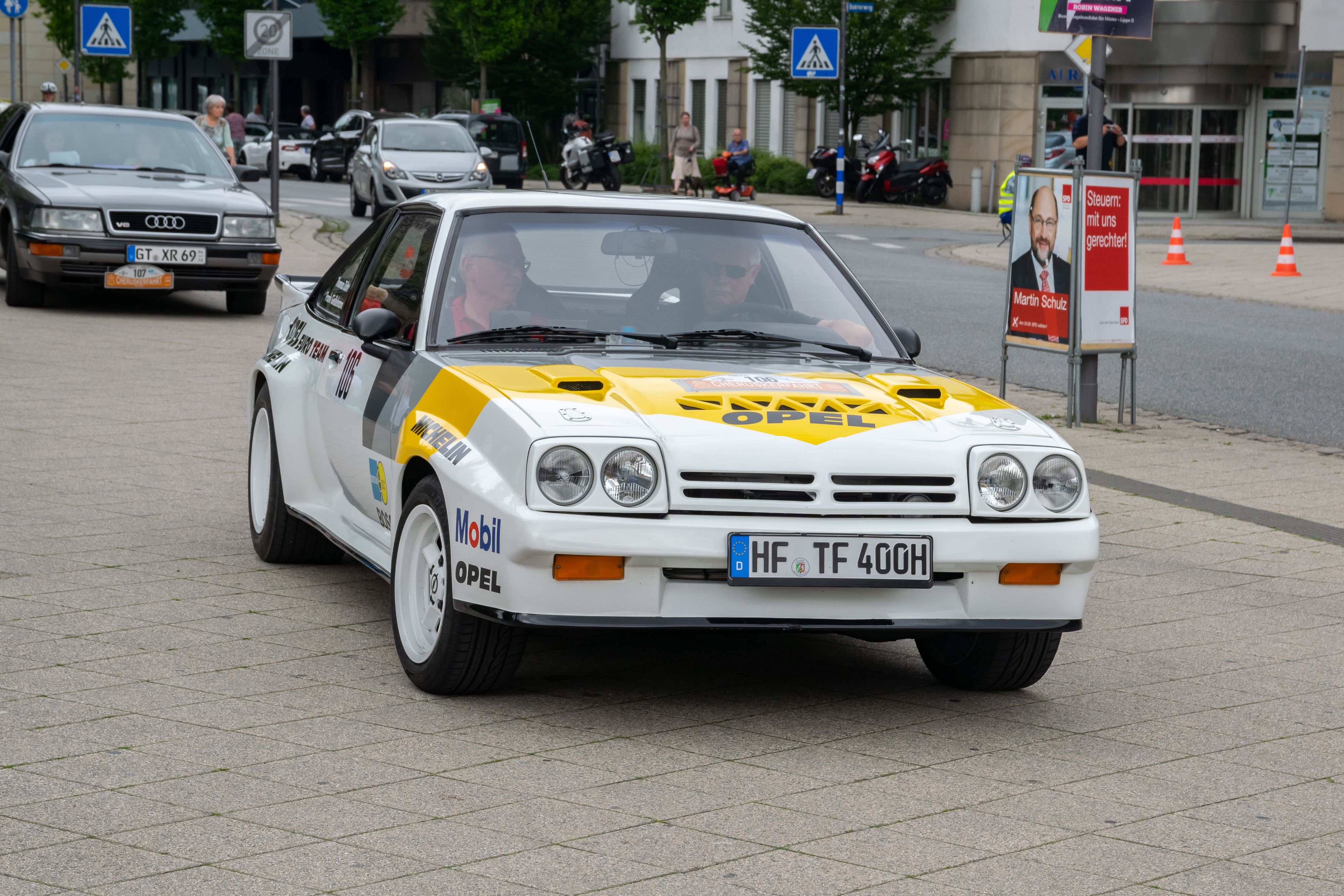
Une Opel Manta 400 groupe B semblable à celle d'Aaltonen lors d'une manifestation historique. À l'issue de la deuxième étape, le vétéran finlandais occupe la tête devant son coéquipier Weber.

| Pos. | Pilote          | Copilote         | Voiture                     | Groupe | Pénalités   | Écart        |
| ---- | --------------- | ---------------- | --------------------------- | ------ | ----------- | ------------ |
| 1    | Rauno Aaltonen  | Lofty Drews      | Opel Manta 400              | B      | 3 h 08 min  |              |
| 2    | Erwin Weber     | Gunter Wanger    | Opel Manta 400              | B      | 3 h 16 min  | + 8 min      |
| 3    | Juha Kankkunen  | Fred Gallagher   | Toyota Celica Twincam Turbo | B      | 3 h 21 min  | + 13 min     |
| 4    | Björn Waldegård | Hans Thorszelius | Toyota Celica Twincam Turbo | B      | 4 h 10 min  | + 1 h 02 min |
| 5    | Mike Kirkland   | Anton Levitan    | Nissan 240RS                | B      | 4 h 11 min  | + 1 h 03 min |
| 6    | Alain Ambrosino | Daniel Le Saux   | Nissan 240RS                | B      | 5 h 13 min  | + 2 h 05 min |
| 7    | Timo Salonen    | Seppo Harjanne   | Peugeot 205 Turbo 16        | B      | 6 h 48 min  | + 3 h 40 min |
| 8    | Yasuhiro Iwase  | Sudhir Vinayak   | Nissan 240RS                | B      | 8 h 14 min  | + 5 h 06 min |
| 9    | Ashok Patel     | Dalbir Kandola   | Nissan 240RS                | B      | 9 h 32 min  | + 6 h 24 min |
| 10   | Carlo Vituli    | Robin Nixon      | Subaru RX Turbo             | A      | 10 h 07 min | + 6 h 59 min |

### Troisième étape

#### Nairobi - Meru
C'est avec une relative prudence que les favoris entament la troisième étape, le dimanche après-midi. Aux abords du lac Nakuru, les écarts évoluent peu, les deux Opel continuant à mener la danse. Mais en début de nuit une fuite d'huile se déclare sur la voiture d'Aaltonen, provoquant le patinage de l'embrayage. Le vétéran finlandais se fait déborder par Weber puis par Kankkunen, avant de faire remplacer son embrayage, opération qui lui coûte une heure et le fait rétrograder en cinquième position. À Meru, dernier regroupement avant l'arrivée, Weber possède dix minutes d'avance sur la Toyota de Kankkunen. La troisième est toujours très disputée entre Waldegård et Kirkland, les deux pilotes étant à égalité, avec une heure et quart de retard sur Weber. Ils précèdent Aaltonen d'une vingtaine de minutes. Les autres concurrents, emmenés par la Nissan d'Alain Ambrosino, comptent au moins trois heures de retard.
| Pos. | Pilote          | Copilote         | Voiture                     | Groupe | Pénalités   | Écart        |
| ---- | --------------- | ---------------- | --------------------------- | ------ | ----------- | ------------ |
| 1    | Erwin Weber     | Gunter Wanger    | Opel Manta 400              | B      | 3 h 49 min  |              |
| 2    | Juha Kankkunen  | Fred Gallagher   | Toyota Celica Twincam Turbo | B      | 3 h 59 min  | + 10 min     |
| 3    | Björn Waldegård | Hans Thorszelius | Toyota Celica Twincam Turbo | B      | 5 h 04 min  | + 1 h 15 min |
| 3=   | Mike Kirkland   | Anton Levitan    | Nissan 240RS                | B      | 5 h 04 min  | + 1 h 15 min |
| 5    | Rauno Aaltonen  | Lofty Drews      | Opel Manta 400              | B      | 5 h 23 min  | + 1 h 34 min |
| 6    | Alain Ambrosino | Daniel Le Saux   | Nissan 240RS                | B      | 6 h 49 min  | + 3 h 00 min |
| 7    | Timo Salonen    | Seppo Harjanne   | Peugeot 205 Turbo 16        | B      | 7 h 47 min  | + 3 h 58 min |
| 8    | Yasuhiro Iwase  | Sudhir Vinayak   | Nissan 240RS                | B      | 11 h 04 min | + 7 h 15 min |
| 9    | Ashok Patel     | Dalbir Kandola   | Nissan 240RS                | B      | 12 h 20 min | + 8 h 31 min |
| 10   | Carlo Vituli    | Robin Nixon      | Subaru RX Turbo             | A      | 13 h 21 min | + 9 h 32 min |

#### Meru - Nairobi
Après quelques heures de repos, les équipages rescapés repartent de Meru en milieu de matinée. Kankkunen ne compte que dix minutes de retard sur Weber mais ne peut cependant tenter de revenir sur lui, car il doit ménager les suspensions de sa Toyota, son assistance ayant décelé des petites fissures sur les supports avant. Weber semble alors bien parti pour l'emporter, d'autant qu'un amortisseur cassé va coûter plus de vingt minutes à son rival, qui conserve cependant la seconde place. Derrière eux, la lutte est toujours très serrée entre Waldegård et Kirkland. Ce dernier avait brièvement profité des ennuis d'amortisseurs ralentissant le Suédois, avant d'être retardé par une légère sortie de route, nécessitant le remplacement du pare-brise, perdant alors quelques minutes décisives. Confortablement installé en tête, Weber n'est plus qu'à trois cents kilomètres de l'arrivée et a pratiquement course gagnée lorsqu'un immense nuage de fumée se dégage de l'avant de son Opel : un écrou de filtre à air s'est desserré et a été englouti par le moteur, endommageant un piston et quelques soupapes ! Ce n'est qu'après une longue intervention de ses mécaniciens qu'il pourra reprendre la piste, ayant perdu deux heures et chuté à la cinquième place. Kankkunen se retrouve au commandement avec plus d'une demi-heure d'avance sur son coéquipier Waldegård. Ménageant au mieux sa voiture, il rallie l'arrivée sans être inquiété, signant sa première victoire en championnat du monde. Avec Waldegård deuxième, les Toyota réalisent un beau doublé devant la Nissan de Kirkland et les deux Opel d'Aaltonen et Weber, qui avaient dominé la majeure partie de l'épreuve. Seulement septième derrière Ambrosino après de nombreux déboires lors de la première étape, Salonen conforte néanmoins sa place en tête du championnat du monde.

### Classement général

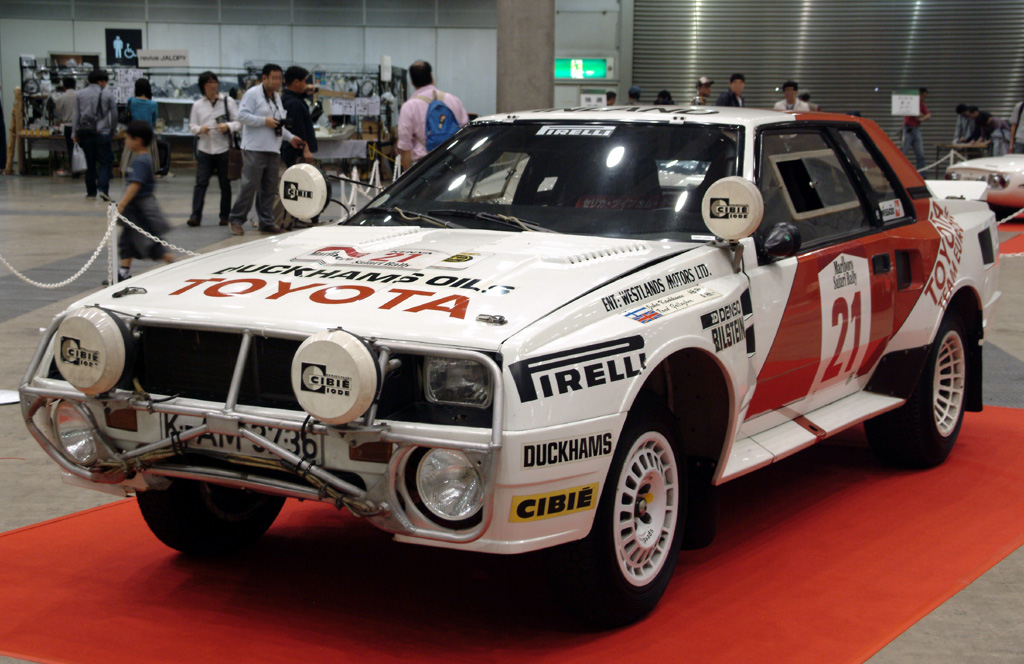
Second succès consécutif pour Toyota au Safari. Les Celica de Kankkunen (photo) et de Waldegård s'imposent aux deux premières places.

| Pos | No | Pilote          | Copilote         | Voiture                     | Pénalisations | Écart         | Groupe |
| --- | -- | --------------- | ---------------- | --------------------------- | ------------- | ------------- | ------ |
| 1   | 21 | Juha Kankkunen  | Fred Gallagher   | Toyota Celica Twincam Turbo | 5 h 18 min    |               | B      |
| 2   | 3  | Björn Waldegård | Hans Thorszelius | Toyota Celica Twincam Turbo | 5 h 52 min    | + 34 min      | B      |
| 3   | 17 | Mike Kirkland   | Anton Levitan    | Nissan 240RS                | 6 h 01 min    | + 43 min      | B      |
| 4   | 2  | Rauno Aaltonen  | Lofty Drews      | Opel Manta 400              | 6 h 12 min    | + 54 min      | B      |
| 5   | 18 | Erwin Weber     | Gunter Wanger    | Opel Manta 400              | 7 h 04 min    | + 1 h 46 min  | B      |
| 6   | 20 | Alain Ambrosino | Daniel Le Saux   | Nissan 240RS                | 7 h 58 min    | + 2 h 40 min  | B      |
| 7   | 6  | Timo Salonen    | Seppo Harjanne   | Peugeot 205 Turbo 16        | 9 h 09 min    | + 3 h 51 min  | B      |
| 8   | 19 | Yasuhiro Iwase  | Sudhir Vinayak   | Nissan 240RS                | 12 h 22 min   | + 7 h 04 min  | B      |
| 9   | 30 | Ashok Patel     | Dalbir Kandola   | Nissan 240RS                | 14 h 08 min   | + 8 h 50 min  | B      |
| 10  | 29 | Carlo Vituli    | Robin Nixon      | Subaru RX Turbo             | 15 h 28 min   | + 10 h 10 min | A      |

### Équipages de tête
- jusqu'au C.H. n°5, la plupart des équipages de pointe à égalité, sans pénalité routière
- Markku Alén -  Ilkka Kivimäki (Lancia Rally 037) : du C.H. n°1 au C.H. n°9
- Attilio Bettega -  Maurizio Perissinot (Lancia Rally 037) : du C.H. n°10 au C.H. n°17
- Björn Waldegård -  Hans Thorszelius (Toyota Celica Twincam Turbo) : du C.H. n°18 au C.H. n°39
- Erwin Weber -  Gunter Wanger (Opel Manta 400) : C.H. n°40
- Erwin Weber -  Gunter Wanger (Opel Manta 400) &  Rauno Aaltonen -  Lofty Drews (Opel Manta 400) : C.H. n°41
- Rauno Aaltonen -  Lofty Drews (Opel Manta 400) : du C.H. n°42 au C.H. n°81
- Erwin Weber -  Gunter Wanger (Opel Manta 400) : du C.H. n°82 au C.H. n°92
- Juha Kankkunen -  Fred Gallagher (Toyota Celica Twincam Turbo) : du C.H. n°93 au C.H. n°99

## Résultats des principaux engagés
| No | Pilote          | Copilote                | Voiture                     | Groupe | Classement général                        | Class. groupe |
| -- | --------------- | ----------------------- | --------------------------- | ------ | ----------------------------------------- | ------------- |
| 1  | Hannu Mikkola   | Arne Hertz              | Audi Sport Quattro          | B      | ab. dans la 1re étape (moteur)            | -             |
| 2  | Rauno Aaltonen  | Lofty Drews             | Opel Manta 400              | B      | 4e à 53 min                               | 4e            |
| 3  | Björn Waldegård | Hans Thorszelius        | Toyota Celica Twincam Turbo | B      | 2e à 34 min                               | 2e            |
| 4  | Shekhar Mehta   | Rob Combes              | Nissan 240RS                | B      | ab. dans la 2e étape (accident)           | -             |
| 6  | Timo Salonen    | Seppo Harjanne          | Peugeot 205 Turbo 16        | B      | 7e à 3 h 51 min                           | 7e            |
| 7  | Ari Vatanen     | Terry Harryman          | Peugeot 205 Turbo 16        | B      | ab. dans la 2e étape (joint de culasse)   | -             |
| 8  | Attilio Bettega | Maurizio Perissinot     | Lancia Rally 037            | B      | ab. dans la 2e étape (moteur)             | -             |
| 9  | Markku Alén     | Ilkka Kivimäki          | Lancia Rally 037            | B      | ab. dans la 1re étape (moteur)            | -             |
| 11 | Stig Blomqvist  | Björn Cederberg         | Audi Sport Quattro          | B      | ab. dans la 1re étape (boîte de vitesses) | -             |
| 12 | Bruno Saby      | Jean-François Fauchille | Peugeot 205 Turbo 16        | B      | ab. dans la 1re étape (sortie de route)   | -             |
| 14 | Jayant Shah     | Ivan Smith              | Nissan 240RS                | B      | ab. dans la 1re étape (différentiel)      | -             |
| 15 | Vic Preston Jr  | John Lyall              | Lancia Rally 037            | B      | ab. dans la 2e étape (fixations de roue)  | -             |
| 16 | David Horsey    | David Williamson        | Toyota Celica Twincam Turbo | B      | ab. dans la 1re étape (sortie de route)   | -             |
| 17 | Mike Kirkland   | Anton Levitan           | Nissan 240RS                | B      | 3e à 43 min                               | 3e            |
| 18 | Erwin Weber     | Gunter Wanger           | Opel Manta 400              | B      | 5e à 1 h 46 min                           | 5e            |
| 19 | Yasuhiro Iwase  | Sudhir Vinayak          | Nissan 240RS                | B      | 8e à 7 h 04 min                           | 8e            |
| 20 | Alain Ambrosino | Daniel Le Saux          | Nissan 240RS                | B      | 6e à 2 h 40 min                           | 6e            |
| 21 | Juha Kankkunen  | Fred Gallagher          | Toyota Celica Twincam Turbo | B      | 1er                                       | 1er           |
| 25 | Yosho Iwashita  | Yoshima Nakahara        | Nissan 240RS                | B      | ab. dans la 2e étape                      | -             |
| 29 | Carlo Vituli    | Robin Nixon             | Subaru RX Turbo             | A      | 10e à 10 h 10 min                         | 1er           |
| 30 | Ashok Patel     | Dalbir Kandola          | Nissan 240RS                | B      | 9e à 8 h 50 min                           | 9e            |
| 32 | Tony Fowkes     | Andy Millnes            | Subaru RX Turbo             | A      | ab. dans la 1re étape                     | -             |
| 36 | Sarbi Rai       | Supee Soin              | Opel Ascona 400             | B      | ab. dans la 2e étape                      | -             |
| 54 | Patrick Njiru   | Dave Macharia           | Subaru RX Turbo             | A      | ab. dans la 1re étape (hors délais)       | -             |
| 80 | Ian Duncan      | Ian Munro               | Toyota Corolla              | A      | ab. dans la 1re étape (suspension)        | -             |

## Classements des championnats à l'issue de la course

### Constructeurs
- Attribution des points : 10, 9, 8, 7, 6, 5, 4, 3, 2, 1 respectivement aux dix premières marques de chaque épreuve, additionnés de 8, 7, 6, 5, 4, 3, 2, 1 respectivement aux huit premières de chaque groupe (seule la voiture la mieux classée de chaque constructeur marque des points). Les points de groupe ne sont attribués qu'aux concurrents ayant terminé dans les dix premiers au classement général[7].
- Seuls les huit meilleurs résultats (sur onze épreuves) sont retenus pour le décompte final des points.

| Pos. | Marque  | Points | M-C  | SUE  | POR  | SAF  | COR | ACR | NZ | ARG | FIN | SAN | RAC |
| ---- | ------- | ------ | ---- | ---- | ---- | ---- | --- | --- | -- | --- | --- | --- | --- |
| 1    | Peugeot | 60     | 10+8 | 10+8 | 10+8 | 4+2  |     |     |    |     |     |     |     |
| 2    | Audi    | 46     | 9+7  | 9+7  | 8+6  | -    |     |     |    |     |     |     |     |
| 3    | Toyota  | 28     | -    | -    | 2+8  | 10+8 |     |     |    |     |     |     |     |
| 4    | Lancia  | 24     | 5+3  | -    | 9+7  | -    |     |     |    |     |     |     |     |
| 5    | Nissan  | 18     | -    | -    | 3+1  | 8+6  |     |     |    |     |     |     |     |
| 6    | Opel    | 16     | -    | 2+2  | -    | 7+5  |     |     |    |     |     |     |     |
| 7    | Subaru  | 9      | -    | -    | -    | 1+8  |     |     |    |     |     |     |     |
| 8    | Ford    | 8      | -    | -    | 5+3  | -    |     |     |    |     |     |     |     |
| 9    | Renault | 6      | 4+2  | -    | -    | -    |     |     |    |     |     |     |     |
| 9=   | Mazda   | 6      | -    | 3+3  | -    | -    |     |     |    |     |     |     |     |
| 11   | Citroën | 4      | 3+1  | -    | -    | -    |     |     |    |     |     |     |     |

### Pilotes
- Attribution des points : 20, 15, 12, 10, 8, 6, 4, 3, 2, 1 respectivement aux dix premiers de chaque épreuve.
- Seuls les sept meilleurs résultats (sur douze épreuves) sont retenus pour le décompte final des points.

| Pos. | Pilote            | Marque  | Points | M-C | SUE | POR | SAF | COR | ACR | NZ | ARG | FIN | SAN | CIV | RAC |
| ---- | ----------------- | ------- | ------ | --- | --- | --- | --- | --- | --- | -- | --- | --- | --- | --- | --- |
| 1    | Timo Salonen      | Peugeot | 48     | 12  | 12  | 20  | 4   |     |     |    |     |     |     |     |     |
| 2    | Ari Vatanen       | Peugeot | 40     | 20  | 20  | -   | -   |     |     |    |     |     |     |     |     |
| 3    | Stig Blomqvist    | Audi    | 35     | 10  | 15  | 10  | -   |     |     |    |     |     |     |     |     |
| 4    | Walter Röhrl      | Audi    | 27     | 15  | -   | 12  | -   |     |     |    |     |     |     |     |     |
| 5    | Juha Kankkunen    | Toyota  | 20     | -   | -   | -   | 20  |     |     |    |     |     |     |     |     |
| 6    | Massimo Biasion   | Lancia  | 17     | 2   | -   | 15  | -   |     |     |    |     |     |     |     |     |
| 7    | Björn Waldegård   | Toyota  | 15     | -   | -   | -   | 15  |     |     |    |     |     |     |     |     |
| 8    | Mike Kirkland     | Nissan  | 12     | -   | -   | -   | 12  |     |     |    |     |     |     |     |     |
| 9    | Hannu Mikkola     | Audi    | 10     | -   | 10  | -   | -   |     |     |    |     |     |     |     |     |
| 9=   | Rauno Aaltonen    | Opel    | 10     | -   | -   | -   | 10  |     |     |    |     |     |     |     |     |
| 11   | Bruno Saby        | Peugeot | 8      | 8   | -   | -   | -   |     |     |    |     |     |     |     |     |
| 11=  | Per Eklund        | Audi    | 8      | -   | 8   | -   | -   |     |     |    |     |     |     |     |     |
| 11=  | Werner Grissmann  | Audi    | 8      | -   | -   | 8   | -   |     |     |    |     |     |     |     |     |
| 11=  | Erwin Weber       | Opel    | 8      | -   | -   | -   | 8   |     |     |    |     |     |     |     |     |
| 15   | Henri Toivonen    | Lancia  | 6      | 6   | -   | -   | -   |     |     |    |     |     |     |     |     |
| 15=  | Gunnar Pettersson | Audi    | 6      | -   | 6   | -   | -   |     |     |    |     |     |     |     |     |
| 15=  | José Miguel       | Ford    | 6      | -   | -   | 6   | -   |     |     |    |     |     |     |     |     |
| 15=  | Alain Ambrosino   | Nissan  | 6      | -   | -   | -   | 6   |     |     |    |     |     |     |     |     |